# Kocserinovo – Rilai kolostor keskeny nyomtávú vasútvonal
A Kocserinovo – Rilai kolostor vasútvonal keskeny, 600 mm-es nyomtávú, mára felszámolt vasútvonal volt Bulgária délnyugati részén, Kjusztendil megyében.

## Története
Azt követően, hogy 1897-ben megépítette a Pernik–Radomir normál nyomtávú vasútvonalat, Todor Balabanov vállalkozó földeket vásárolt Barakovo falu területén egy jelentős fűrésztelep (BGI) megépítésére. Balabanov 1904-ben kért engedélyt a bolgár Középületek, Útügyi és Hírközlési Minisztériumtól egy keskeny nyomtávú vasút megépítésére a Rila patak völgye mentén, összekötve a barakovoi fűrésztelepet, Dupnica városát a legközelebbi vasútállomással (Radomir). 1904 szeptemberében megkezdődtek a tervekkel kapcsolatos felmérések, de tekintettel a hosszra (kb. 100 km) és a magánszemélyek vasúti építésére és üzemeltetésére vonatkozó törvényi korlátozásokra, ezeket leállították.
Az  első világháború idején megkezdődött a Radomirtól délre tartó normál nyomtávú vasútvonal építése az ún. Thesszaloniki Front ellátásának céljából. 1916. május 27-én átadták a vasútvonalat Gorna Dzsumajáig (ma Blagoevgrad), az építkezés pedig tovább folytatódott Petricsig. A beruházáshoz szükséges talpfák, gerendák és egyéb faanyagok szállításának megkönnyítése érdekében a Vasúti Kommunikációs Hatóság megépítette a leágazást a Sztruma állomástól Todor Balabanov barakovoi üzeméhez. 1918. február 19-én elrendelték a keskeny nyomtávú vasút építésének folytatását az Orlica állomásig, amely június 20-ra készült el.
1920-ban a Vasúti Kommunikációs Hatóság átadta a BDZs-nek az összes katonai vasutat, így a Sztruma–Orlica szakaszt is. Ezt követően a BGI koncesszió keretében kezdhette meg a Rila patak völgye felé vezető vonal folytatásának építését. 1922-ben a vonal elérte a mai Bricsebor állomást, 1924-ben pedig a rilai kolostort. A vasútvonal körülbelül 3,5 km-rel a kolostor felett a Csernej-csúcs lábánál ért véget. 1933-ban lejárt a koncessziós időszak, a Balabanov megállótól felfelé eső szakasz a rilai kolostor tulajdonába került, a BGI bérleti díjat fizetett a használatért.
A rilai kolostor kolostori tanácsa 1941. február 3-án döntött úgy, hogy a tulajdonosi csomagját átadja az állami BDZs-nek. A vonal tulajdonosi struktúrájának rendezése érdekében a BDZs 1942 elején felvásárolta a BKDI (BGI jogutódja) részesedését is.

## A BDZs részeként
1920-at követően a vonal üzemeltetése a rendszeres személy- és teherforgalmat szervező BDZs-hez került. A vonatok ekkor Dupnica - Sztruma állomás - Rila szakaszon és visszafelé jártak.
1937-ben nyílt meg a normál nyomtávú (1435 mm) Dupnica - Gorna Dzsumaja (ma Blagoevgrad) szakasz, amiről leágazásként üzemelt a Kocserinovo - Rila - Rilai kolostor szakasz. A BDZs a vonatokat kiszolgáló mozdonyok fenntartása érdekében a rilai állomáson mozdonydepót létesített.
Az 1950-es években Kocserinovo és Rila között átlagosan 8-9 vonatpár közlekedett naponta, amiből 4-5 vegyes (személy és teher), a többi teher. Rila és a rilai kolostor között 5-7 pár járt, ebből 2-4 vegyes.

## A vasútvonal bezárása
Az 1950-es évek közepét követően visszaesett a terület fakitermelése, emellett csökkent a kolostorba látogató zarándokok száma is. A szállított utasok száma 1959-ben mintegy 130 000 volt. 1959-ben született döntés arról, hogy a veszteséges üzemeltetésre hivatkozva 1960. április 1-től beszüntetik a vonalat. Körülbelül két évvel később Kocserinovotól felfelé a teljes vonalon felszedték a vasútvonalat. A Kocserinovo–Barakovo szakaszt ipari ágként jelöltek meg, amit 1981-ig használtak.

## Képek

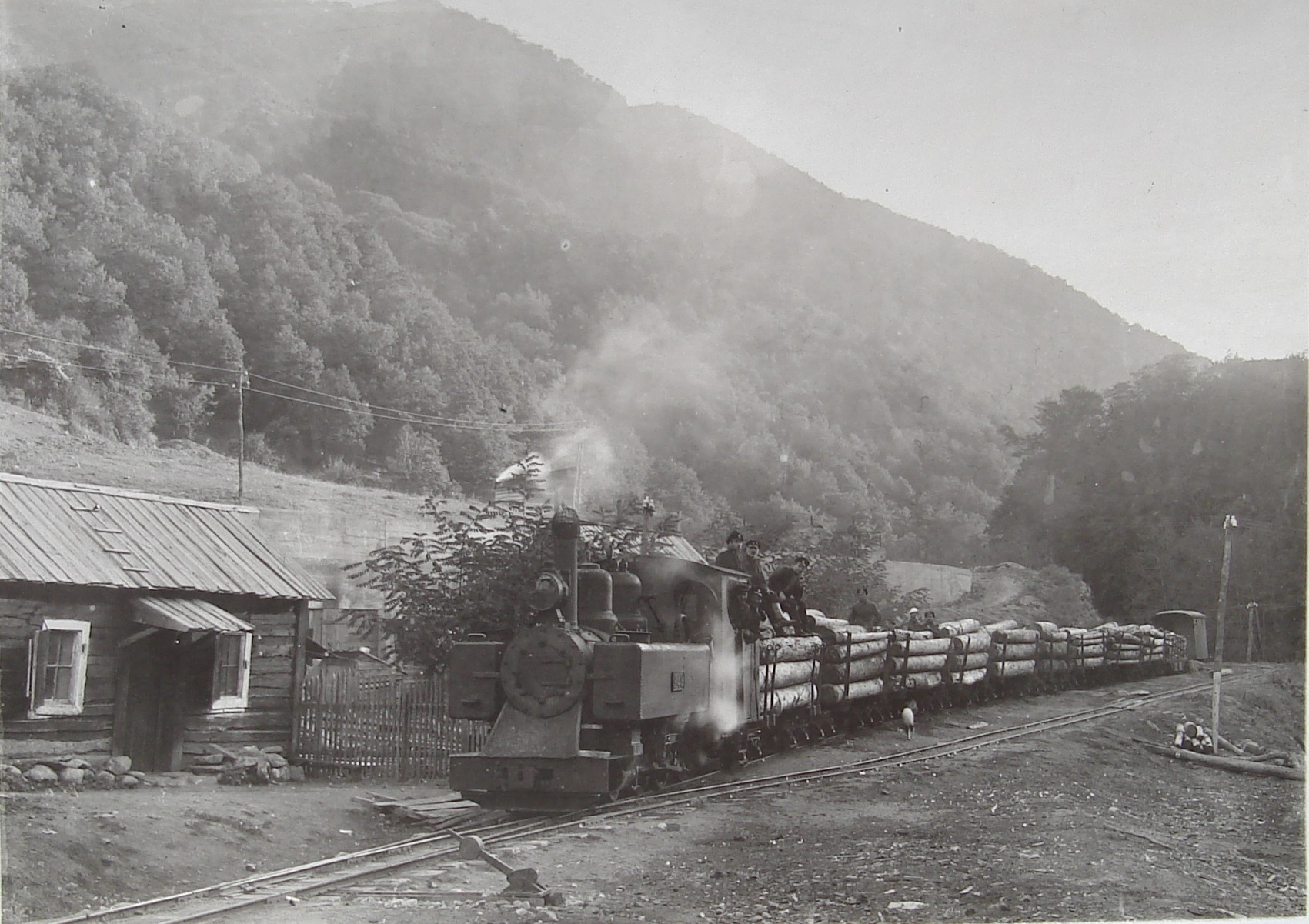
Faszállítás
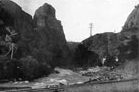
Orlica állomás
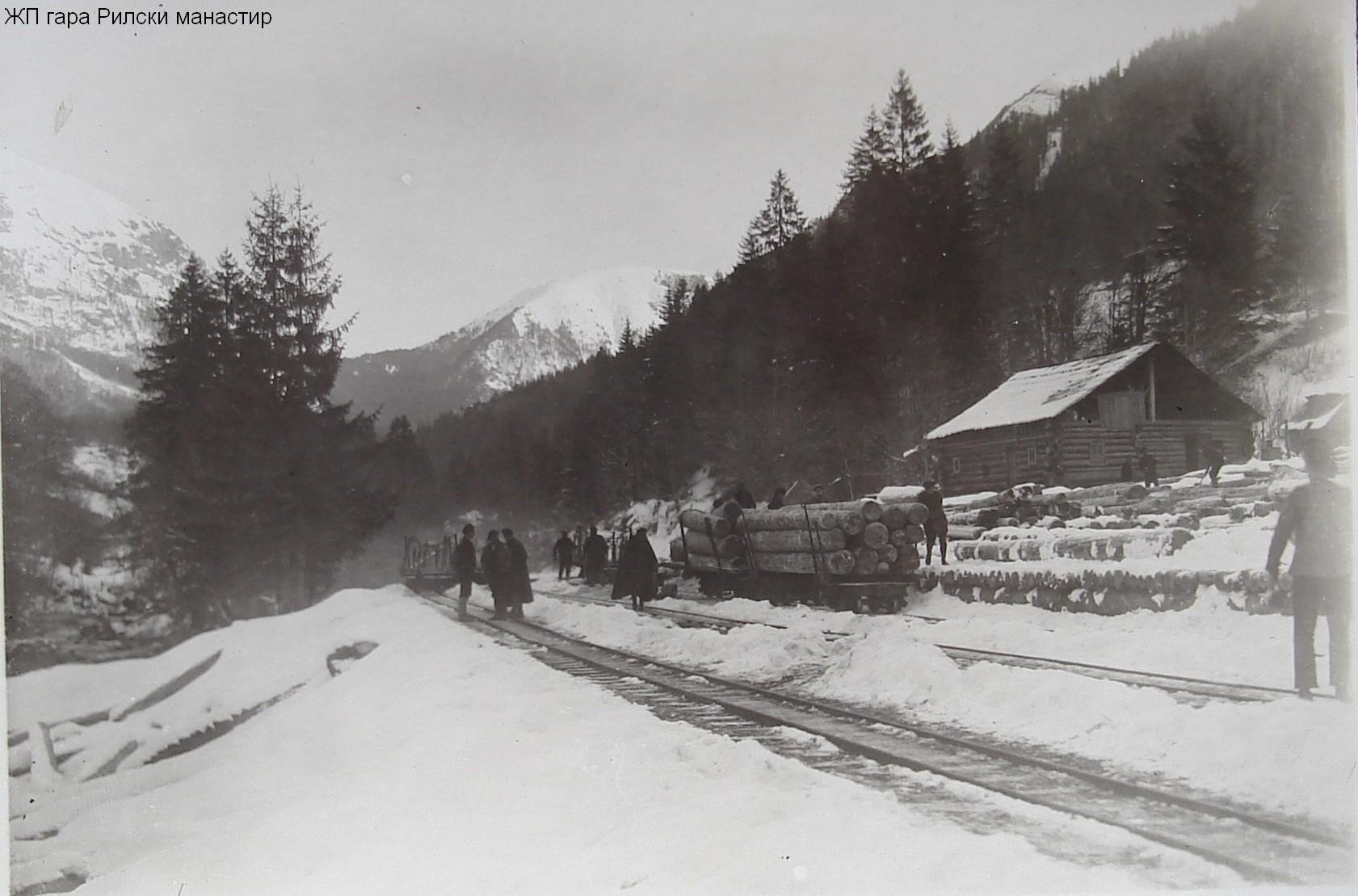
Szent Ivan Rilszki teherállomás
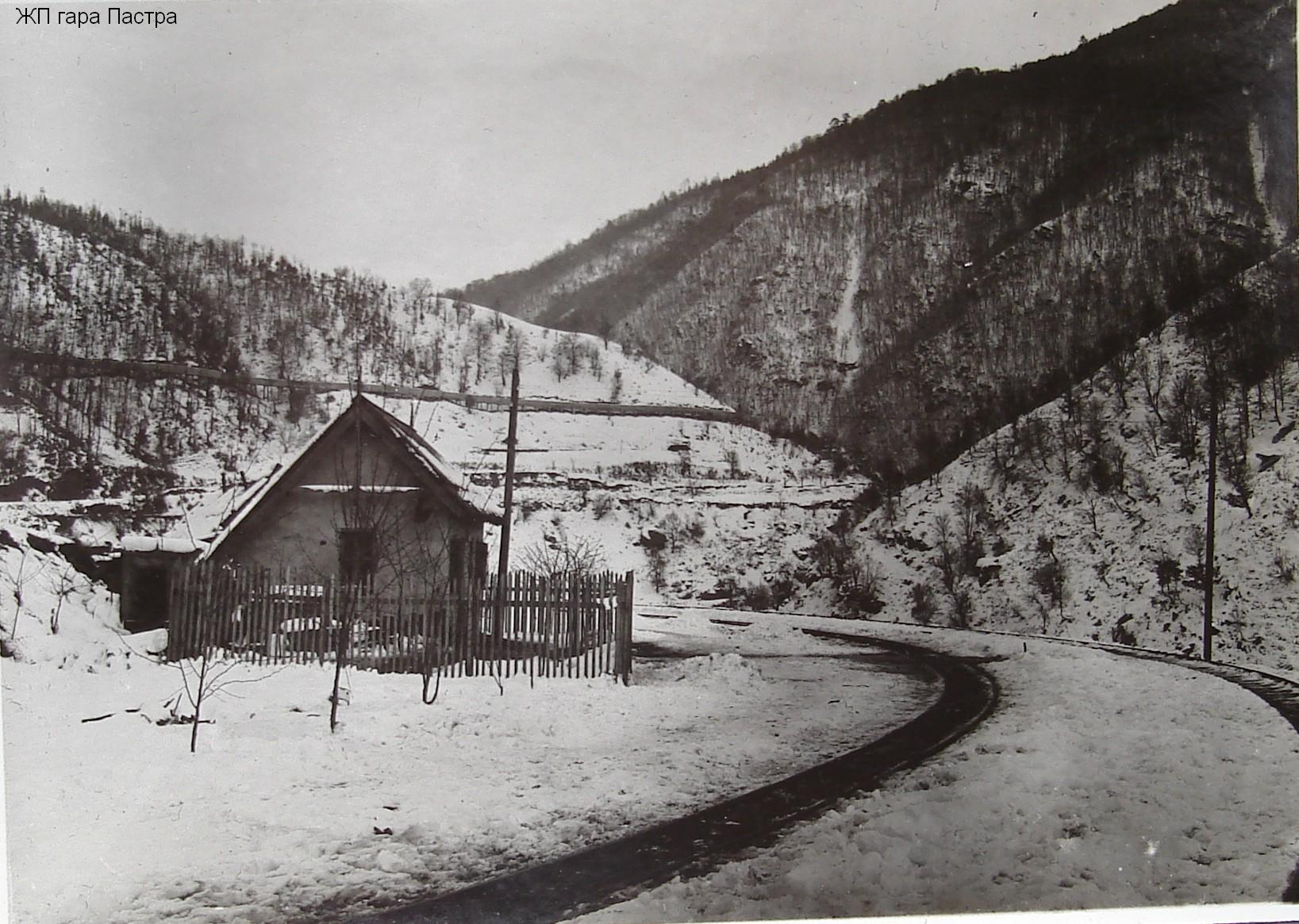
Pasztra állomás

## Fordítás
Ez a szócikk részben vagy egészben  a(z)   Теснолинейка Кочериново – Рилски манастир című bolgár Wikipédia-szócikk fordításán alapul.  Az eredeti cikk szerkesztőit annak laptörténete sorolja fel. Ez a jelzés csupán a megfogalmazás eredetét és a szerzői jogokat jelzi, nem szolgál a cikkben szereplő információk forrásmegjelöléseként.